# Digital Beethoven on Cyberspeed
Digital Beethoven on Cyberspeed é o quarto álbum da premiada guitarrista virtuose inglesa The Great Kat. Ele foi lançado em formato CD-ROM em 1996.

## Faixas
1. "Goddess"
2. "Cyberspeed"
3. "Wagner's "Ride of the Valkyries"
4. "Paganini's "Caprice #9"
5. "Bach's "Partita #3"